# Église Saint-Jacques d'Ypres
L'église Saint-Jacques d'Ypres (ou Saint-Jacob) est une église de la ville belge d'Ypres. 
Elle se situe à mi-chemin entre la Porte de Menin et la Porte de Lille, à proximité du Collège Saint-Vincent d'Ypres. Le bâtiment est protégé en tant que monument historique depuis 1940 , tout comme la Guido Gezelleplein (Place de Gézelle) environnante, qui est protégée en tant que paysage depuis 1976 

## Histoire
A l'origine, l'édifice du XIIe siècle, mentionné dès 1139, était de style roman. Au XIVe siècle, l'église est remplacée par une église-halle de style gothique. Cependant, elle subira des dégâts lors du Siège d'Ypres (1383), ainsi que lors des Guerres de Religion en 1566 et 1578. 
Au XVIIe siècle, la construction de la tour ouest débute mais reste inachevée en 1634, faute de fonds suffisants. 
Durant la Révolution française, elle sera utilisée comme entrepôt de fourrage. Puis elle sera restaurée et de nouveau consacrée en 1802. De 1909 à 1912, on érige une nouvelle flèche. 
Pendant la Première Guerre mondiale, l'église est entièrement détruite à l'exception du soubassement et du portail ouest datant du XIVe siècle. Elle sera reconstruite de 1924 à 1926 sous la direction de l'architecte Jules Coomans.
Aujourd'hui, l'église n'est ouverte que pendant les offices religieux.

## Mobilier
La majeure partie du mobilier provient de l'Abbaye de Maredsous. Durant la reconstruction néogothique, les intérieurs sont aménagés de façon uniformes. Certaines statues datent du 17e et 18e siècles, des tableaux du 17e au 20e siècle tel que L'adoration des bergers de Jan Cossiers, ainsi qu'une collection d'obiits contre les parois de la tour. 